# Ivan Filipiev
Ivan Nikolaïevitch Filipiev (transliteración del ruso Иван Николаевич Филипьев, y translitera al inglés Ivan Filipjev,  Philipiev) fue un parasitólogo y biólogo marino y primer especialista ruso de los nemátodos, (mayo 1889, San Petersburgo - 22 de octubre de 1940 en Almaty).

## Biografía
Desde 1909, tras su diploma de la universidad impériale de San Petersburgo, yendo a estudiar los organismos marinos a la Estación Zoológica de Nápoles; después a la Estación de biología marina de Villefranche-sobre-Mar. Luego retorna a Rusia donde enseñó y trabajó en el Instituto de zoología de la Academia de las ciencias de Rusia. Durante el verano de 1928, participó del Congreso internacional de entomología en Ithaca, donde se familiarizó con los trabajos de los nematólogos estadounidenses del Laboratorio de Nathan Augustus Cobb (1859-1932). Realizó expediciones zoológicas a Alemania y a Gran Bretaña. Fue miembro de la Helminthological Society of Washington, de la American Society of Applied Entomologists, de la Sociedad entomológica de Francia. El 26 de mayo de 1933, Fue contratado por el Departamento de zoología de la Academia de las ciencias de Kazajistán en Almaty donde quedaría hasta el final de sus días; y, se consagró a los nématodes del Ártico.
Publicó más de cuarenta documentos sobre la parasitología. Interesado por la entomología y la ecología, publicado igualmente una decena de labores sobre esas ciencias. Describió más de 160 nuevas especies para la ciencia: una veintena de géneros, creado un nuevo sistema de clasificación, y puesto al punto de nuevos métodos de investigación.

## Algunas publicaciones
- "Zur Organización von Tocophyra quadripartita" Arch. Protistenkunde, v. 21: 117-142, 1920

- A Manual of Agricultural Helminthology. Con Jacobus Hermanus Schuurmans Stekhoven. Publicó Brill Archive, 878 p. 1959

- Los Nématodes libres de las mares septentrionales que pertenecen a la familia de las Enoplidae editor Ámsterdam : Linnaeus Press, 1975.

## Abreviatura (zoología)
La abreviatura Filipjev  se emplea para indicar a Ivan Filipiev como autoridad en la descripción y taxonomía en zoología.